# Зондская островная дуга
Зондская островная дуга — вулканическая островная дуга в Индийском океане, часть Зондского архипелага.
Включает в себя Малые Зондские острова, острова Зондского пролива, из Больших Зондских островов — острова Ява и Суматра.
Вместе с Зондским жёлобом эта островная дуга сформирована столкновением Австралийской плиты с Евразией, точнее, с малой плитой Сунда.
Является частью Тихоокеанского огненного кольца, здесь расположены одни из самых мощных и опасных вулканов в мире. Извержение вулкана Тамбора на острове Сумбава в 1815 году считается самым мощным в современной истории (7 по шкале VEI), а извержение супервулкана Тоба на острове Суматра 70 тысяч лет назад было, по-видимому, самым мощным за всю историю человечества (8 по шкале VEI).